# テリオスベル
テリオスベル（欧字名:Teleos Bell、2017年4月18日 - ）は、日本の競走馬。主な勝ち鞍は2022年のクイーン賞、2023年のブリーダーズゴールドカップ。
馬名の意味は、願いを叶える（古代ギリシャ語）＋鈴。

## 戦績

### 2歳 - 4歳（2019年 - 2021年）
2019年7月20日、福島競馬場6レースの2歳新馬戦（芝1200m）でデビューし10着。その後も初勝利が遠く、7戦目からダートに転向した。この判断が功を奏し、転向後初戦となった2020年3月28日の中山競馬場・3歳未勝利戦（ダート1200m）で初勝利を収めた。その後は条件クラスで出走を重ねた。2021年3月6日の上総ステークス（3勝クラス）以降は江田照男が主戦騎手に定着。

### 5歳（2022年）
4月16日、3勝クラスの下総ステークスを勝利し、晴れてオープン入り。次走の6月18日・スレイプニルステークスでオープン昇格後初勝利を挙げた。7月18日、初の重賞挑戦でマーキュリーカップに出走。道中は中団に控え、最終コーナー手前で先行勢の外から先頭に立ったが、ゴール寸前でバーデンヴァイラーにクビ差交わされ2着に惜敗した。次走、8月11日のブリーダーズゴールドカップはキャリア初の1番人気に支持されたが、先に抜け出したグランブリッジを捉えきれず、プリティーチャンスにも交わされ3着に敗れた。10月6日のレディスプレリュードはプリティーチャンスに交わされ2着、初のJpnI挑戦で出走した11月3日のJBCレディスクラシックは直線で失速し6着に敗れた。
11月30日に船橋競馬場で行われたクイーン賞（JpnIII）に出走。3番人気で迎えたレースでは2コーナーでハナを奪い、そのまま逃げ切り2着の1番人気グランブリッジに2馬身差をつけ優勝。5度目の重賞挑戦で重賞初制覇を果たした。鞍上の江田照男は2004年のクラスターカップ以来となるダートグレード競走勝利となった。管理する田島俊明調教師は「念願の外枠で、前に行けそうだったし作戦通り。ハイペースでもいいぐらいの馬なので、いい展開だった。今の脚の使い方がベストだと思う。惜しい競馬が続いていたし、重賞を取らせてあげたかった。賞金も加算できたし、年明けは牝馬の交流重賞などを考えている」とコメントした。

### 6歳（2023年）
1月25日のTCK女王盃より始動し、4着。2月1日の川崎記念は逃げ粘って2戦連続の4着に入った。その後も3月1日のエンプレス杯で3着、同15日のダイオライト記念と7月17日のマーキュリーカップで共に2着と、好走はするものの勝ちきれないレースが続いた。8月17日、前走のマーキュリーカップ同様、2年連続でブリーダーズゴールドカップに出走。鞍上江田の左ムチ連打にこたえて先手を奪うと、3コーナー過ぎからスパートをかけ後続との差を一気に広げた。そのまま後続に追いつかれることなく、悠々逃げ切りクイーン賞に続く重賞2勝目を挙げた。その後はJBCレディスクラシック5着など4走して勝ち星は挙げられなかったが、いずれも掲示板を外さない堅実な走りを見せた。

### 7歳（2024年）
前年で引退の予定であったが、関係者との協議で現役を続行。2月7日のクイーン賞2着の後、3月6日のダイオライト記念では2着に逃げ粘る好走を見せた。このレースが現役最終戦となり、3月14日付で競走馬登録を抹消された。引退後は生まれ故郷である北海道新ひだか町の野坂牧場で繁殖牝馬として供用される。

## 競走馬としての特徴
道中から追ってハナを奪い返しそのまま逃げる「捲り逃げ」を武器とする個性派であった。砂被りを嫌う典型的な逃げ馬であるにもかかわらずゲートを出てからの二の脚がつかないという弱点があり特に内側の枠になった際はスムーズにハナを取れなかったが、無尽蔵とも言えるスタミナを活かしてスタート直後から仕掛け、途中からでも無理やり逃げの形に持ち込んでいく展開が特徴であった。また通常であればペースが落ち着く向こう正面などで位置を上げていくため他馬への影響も大きく、レース後コメントでは勝ち馬を差し置いて言及される場面や引退後にもかかわらず言及される場面もあった。オープンクラス昇級後は掲示板を外したのが2戦だけという、個性的な戦法に見合わない安定した戦績も特徴であった。

## 競走成績
以下の内容は、JBISサーチおよびnetkeiba.comの情報に基づく。
| 競走日     | 競馬場 | 競走名              | 格     | 距離（馬場）  | 頭 数 | 枠 番 | 馬 番 | オッズ （人気） | 着順 | タイム （上がり3F） | 着差 | 騎手      | 斤量 [kg] | 1着馬（2着馬）         | 馬体重 [kg] |
| ---------- | ------ | ------------------- | ------ | ------------- | ----- | ----- | ----- | --------------- | ---- | ------------------- | ---- | --------- | --------- | ---------------------- | ----------- |
| 2019.07.20 | 福島   | 2歳新馬             |        | 芝1200m（稍） | 16    | 6     | 12    | 010.80（5人）   | 10着 | R1:13.6（38.0）     | -1.2 | 0木幡巧也 | 53        | グライユル             | 434         |
| 0000.08.11 | 札幌   | 2歳未勝利           |        | 芝1200m（良） | 10    | 3     | 3     | 031.90（7人）   | 06着 | R1:11.1（34.5）     | -0.4 | 0松岡正海 | 54        | セイラブミー           | 434         |
| 0000.08.17 | 札幌   | 2歳未勝利           |        | 芝1200m（稍） | 10    | 6     | 6     | 017.80（5人）   | 07着 | R1:11.4（34.9）     | -0.9 | 0松岡正海 | 54        | カワキタアジン         | 430         |
| 0000.10.19 | 東京   | 2歳未勝利           |        | 芝1400m（不） | 18    | 4     | 8     | 081.1（11人）   | 13着 | R1:24.7（35.4）     | -1.2 | 0松岡正海 | 54        | アドマイヤアリエル     | 424         |
| 0000.11.02 | 東京   | 2歳未勝利           |        | 芝1600m（良） | 14    | 4     | 5     | 105.5（10人）   | 06着 | R1:36.0（36.3）     | -1.6 | 0大野拓弥 | 54        | レッドライデン         | 426         |
| 2020.01.11 | 中山   | 3歳未勝利           |        | 芝2200m（良） | 16    | 6     | 12    | 366.0（14人）   | 15着 | R2:18.4（37.3）     | -3.0 | 0松岡正海 | 54        | ブラックマジック       | 422         |
| 0000.03.28 | 中山   | 3歳未勝利           |        | ダ1200m（良） | 16    | 1     | 1     | 023.90（6人）   | 01着 | R1:11.6（36.5）     | -0.5 | 0小林凌大 | 51        | （ショウナンバービー） | 422         |
| 0000.04.11 | 中山   | 3歳1勝クラス        |        | ダ1200m（良） | 16    | 3     | 5     | 010.40（5人）   | 16着 | R1:14.7（38.0）     | -3.7 | 0的場勇人 | 54        | レイテントロアー       | 422         |
| 0000.05.16 | 東京   | 3歳1勝クラス        |        | ダ1400m（稍） | 16    | 3     | 5     | 062.9（11人）   | 13着 | R1:27.9（39.2）     | -3.0 | 0大野拓弥 | 54        | ブランクチェック       | 420         |
| 0000.08.22 | 新潟   | 3歳上1勝クラス      |        | ダ1200m（良） | 15    | 4     | 6     | 020.80（7人）   | 11着 | R1:13.6（37.3）     | -1.2 | 0小林凌大 | 49        | マリノスピカ           | 436         |
| 0000.08.30 | 新潟   | 3歳上1勝クラス      |        | ダ1800m（良） | 14    | 2     | 2     | 027.10（6人）   | 09着 | R1:54.8（38.5）     | -1.5 | 0木幡育也 | 51        | ジーマックス           | 430         |
| 0000.09.21 | 中山   | 3歳上1勝クラス      |        | ダ1800m（良） | 14    | 1     | 1     | 058.2（13人）   | 01着 | R1:54.2（40.7）     | -0.4 | 0小林凌大 | 49        | （インナーアリュール） | 432         |
| 0000.10.04 | 中山   | 3歳上2勝クラス      |        | ダ1800m（良） | 12    | 6     | 7     | 051.20（8人）   | 04着 | R1:53.9（39.0）     | -0.8 | 0小林凌大 | 50        | ゼノヴァース           | 432         |
| 2021.01.05 | 中山   | 4歳上2勝クラス      |        | ダ1800m（良） | 16    | 1     | 2     | 013.60（6人）   | 01着 | R1:53.4（39.3）     | -0.1 | 0小林凌大 | 51        | （フルデプスリーダー） | 436         |
| 0000.01.24 | 中山   | アレキサンドライトS | 3勝    | ダ1800m（不） | 11    | 5     | 5     | 027.20（6人）   | 10着 | R1:54.3（40.8）     | -3.2 | 0武藤雅   | 54        | アメリカンシード       | 434         |
| 0000.03.06 | 中山   | 上総S               | 3勝    | ダ1800m（稍） | 16    | 6     | 11    | 010.90（6人）   | 02着 | R1:53.4（39.9）     | -0.6 | 0江田照男 | 52        | ラストマン             | 432         |
| 0000.04.17 | 中山   | 下総S               | 3勝    | ダ1800m（稍） | 16    | 1     | 2     | 014.40（6人）   | 14着 | R1:53.9（39.4）     | -2.1 | 0江田照男 | 55        | タイガーインディ       | 428         |
| 0000.10.23 | 阪神   | トルマリンS         | 3勝    | ダ1800m（良） | 16    | 8     | 15    | 014.80（7人）   | 05着 | R1:52.9（40.1）     | -1.0 | 0古川吉洋 | 55        | ハギノリュクス         | 446         |
| 0000.11.20 | 東京   | 晩秋S               | 3勝    | ダ2100m（良） | 16    | 5     | 10    | 025.50（9人）   | 06着 | R2:10.9（39.1）     | -0.5 | 0江田照男 | 55        | キタノヴィジョン       | 450         |
| 0000.12.19 | 中山   | 北総S               | 3勝    | ダ1800m（稍） | 14    | 3     | 4     | 011.50（6人）   | 06着 | R1:52.4（38.8）     | -1.3 | 0江田照男 | 55        | ホールシバン           | 442         |
| 2022.03.05 | 中山   | 上総S               | 3勝    | ダ1800m（良） | 16    | 5     | 9     | 030.1（10人）   | 09着 | R1:54.0（39.7）     | -1.9 | 0小林凌大 | 53        | ホウオウルバン         | 448         |
| 0000.04.16 | 中山   | 下総S               | 3勝    | ダ1800m（稍） | 12    | 6     | 7     | 011.40（5人）   | 01着 | R1:51.9（36.6）     | -0.6 | 0江田照男 | 55        | （オンザライン）       | 444         |
| 0000.06.18 | 東京   | スレイプニルS       | OP     | ダ2100m（良） | 12    | 8     | 12    | 054.4（10人）   | 01着 | R2:08.5（37.0）     | -0.2 | 0江田照男 | 54        | （サクラアリュール）   | 444         |
| 0000.07.18 | 盛岡   | マーキュリーC       | JpnIII | ダ2000m（稍） | 14    | 2     | 2     | 009.80（7人）   | 02着 | R2:02.6（38.1）     | -0.1 | 0江田照男 | 52        | バーデンヴァイラー     | 450         |
| 0000.08.11 | 門別   | ブリーダーズGC      | JpnIII | ダ2000m（不） | 12    | 2     | 2     | 002.40（1人）   | 03着 | R2:05.9（39.9）     | -0.6 | 0江田照男 | 55        | グランブリッジ         | 452         |
| 0000.10.06 | 大井   | Lプレリュード       | JpnII  | ダ1800m（重） | 12    | 5     | 5     | 009.10（4人）   | 02着 | R1:51.9（37.6）     | -0.2 | 0江田照男 | 55        | プリティーチャンス     | 447         |
| 0000.11.03 | 盛岡   | JBCLクラシック      | JpnI   | ダ1800m（良） | 11    | 4     | 4     | 013.70（5人）   | 06着 | R1:50.5（36.9）     | -0.4 | 0江田照男 | 55        | ヴァレーデラルナ       | 445         |
| 0000.11.30 | 船橋   | クイーン賞          | JpnIII | ダ1800m（稍） | 14    | 8     | 14    | 005.10（3人）   | 01着 | R1:54.4（40.8）     | -0.4 | 0江田照男 | 55        | （グランブリッジ）     | 451         |
| 2023.01.25 | 大井   | TCK女王盃           | JpnIII | ダ1800m（良） | 7     | 3     | 3     | 004.50（4人）   | 04着 | R1:55.0（38.5）     | -1.1 | 0江田照男 | 56        | グランブリッジ         | 454         |
| 0000.02.01 | 川崎   | 川崎記念            | JpnI   | ダ2100m（良） | 10    | 7     | 7     | 050.20（7人）   | 04着 | R2:17.1（41.2）     | -1.1 | 0江田照男 | 55        | ウシュバテソーロ       | 455         |
| 0000.03.01 | 川崎   | エンプレス杯        | JpnII  | ダ2100m（良） | 10    | 6     | 6     | 005.90（3人）   | 03着 | R2:19.2（42.1）     | -0.5 | 0江田照男 | 55        | グランブリッジ         | 452         |
| 0000.03.15 | 船橋   | ダイオライト記念    | JpnII  | ダ2400m（良） | 14    | 2     | 2     | 010.80（4人）   | 02着 | R2:39.0（41.5）     | -1.8 | 0江田照男 | 54        | グロリアムンディ       | 454         |
| 0000.05.20 | 京都   | 平安S               | GIII   | ダ1900m（稍） | 16    | 6     | 12    | 062.7（11人）   | 16着 | R2:04.6（42.5）     | -4.8 | 0古川吉洋 | 55        | グロリアムンディ       | 454         |
| 0000.07.17 | 盛岡   | マーキュリーC       | JpnIII | ダ2000m（重） | 13    | 4     | 4     | 005.90（3人）   | 02着 | R2:02.4（37.9）     | -0.6 | 0江田照男 | 53        | ウィルソンテソーロ     | 451         |
| 0000.08.17 | 門別   | ブリーダーズGC      | JpnIII | ダ2000m（稍） | 8     | 6     | 6     | 002.60（2人）   | 01着 | R2:08.5（41.1）     | -0.9 | 0江田照男 | 56        | （パライバトルマリン） | 452         |
| 0000.10.05 | 大井   | Lプレリュード       | JpnII  | ダ1800m（不） | 10    | 5     | 5     | 008.10（4人）   | 04着 | R1:52.0（38.5）     | -0.4 | 0江田照男 | 55        | アーテルアストレア     | 450         |
| 0000.11.03 | 大井   | JBCLクラシック      | JpnI   | ダ1800m（良） | 12    | 7     | 10    | 007.80（4人）   | 05着 | R1:54.9（40.6）     | -2.0 | 0江田照男 | 55        | アイコンテーラー       | 454         |
| 0000.11.29 | 船橋   | クイーン賞          | JpnIII | ダ1800m（良） | 11    | 8     | 11    | 002.20（1人）   | 02着 | R1:51.6（38.9）     | -0.5 | 0江田照男 | 56.5      | ライオットガール       | 455         |
| 0000.12.21 | 名古屋 | 名古屋GP            | JpnII  | ダ2100m（良） | 12    | 1     | 1     | 013.70（5人）   | 03着 | R2:14.0（40.4）     | -1.6 | 0江田照男 | 54        | ディクテオン           | 454         |
| 2024.02.07 | 船橋   | クイーン賞          | JpnIII | ダ1800m（重） | 11    | 7     | 8     | 004.20（3人）   | 02着 | R1:53.4（38.4）     | -0.3 | 0江田照男 | 56.5      | アーテルアストレア     | 460         |
| 0000.03.06 | 船橋   | ダイオライト記念    | JpnII  | ダ2400m（不） | 11    | 6     | 6     | 007.20（4人）   | 02着 | R2:34.7（40.8）     | -0.8 | 0江田照男 | 54        | セラフィックコール     | 458         |

## 血統表
| テリオスベルの血統                | テリオスベルの血統                       | テリオスベルの血統              | （血統表の出典）                | （血統表の出典） |
| 父系                              | サンデーサイレンス系/ヘイロー系          | サンデーサイレンス系/ヘイロー系 | サンデーサイレンス系/ヘイロー系 | [ § 2 ]          |
| 父 キズナ 2010 青鹿毛             | 父の父ディープインパクト 2002 鹿毛       | *サンデーサイレンス             | Halo                            | Halo             |
| 父 キズナ 2010 青鹿毛             | 父の父ディープインパクト 2002 鹿毛       | *サンデーサイレンス             | Wishing Well                    |                  |
| 父 キズナ 2010 青鹿毛             | 父の父ディープインパクト 2002 鹿毛       | *ウインドインハーヘア           | Alzao                           | Alzao            |
| 父 キズナ 2010 青鹿毛             | 父の父ディープインパクト 2002 鹿毛       | *ウインドインハーヘア           | Burghclere                      |                  |
| 父 キズナ 2010 青鹿毛             | 父の母*キャットクイル Catequil 1990 鹿毛 | Storm Cat                       | Storm Bird                      | Storm Bird       |
| 父 キズナ 2010 青鹿毛             | 父の母*キャットクイル Catequil 1990 鹿毛 | Storm Cat                       | Terlingua                       |                  |
| 父 キズナ 2010 青鹿毛             | 父の母*キャットクイル Catequil 1990 鹿毛 | Pacific Princess                | Damascus                        | Damascus         |
| 父 キズナ 2010 青鹿毛             | 父の母*キャットクイル Catequil 1990 鹿毛 | Pacific Princess                | Fiji                            |                  |
| 母 アーリースプリング 2006 黒鹿毛 | 母の父*クロフネ 1998 芦毛                | *フレンチデピュティ             | Deputy Minister                 | Deputy Minister  |
| 母 アーリースプリング 2006 黒鹿毛 | 母の父*クロフネ 1998 芦毛                | *フレンチデピュティ             | Mitterand                       |                  |
| 母 アーリースプリング 2006 黒鹿毛 | 母の父*クロフネ 1998 芦毛                | *ブルーアヴェニュー             | Classic Go Go                   | Classic Go Go    |
| 母 アーリースプリング 2006 黒鹿毛 | 母の父*クロフネ 1998 芦毛                | *ブルーアヴェニュー             | Eliza Blue                      |                  |
| 母 アーリースプリング 2006 黒鹿毛 | 母の母スプリングチケット 1997 黒鹿毛     | *トニービン                     | *カンパラ                       | *カンパラ        |
| 母 アーリースプリング 2006 黒鹿毛 | 母の母スプリングチケット 1997 黒鹿毛     | *トニービン                     | Severn Bridge                   |                  |
| 母 アーリースプリング 2006 黒鹿毛 | 母の母スプリングチケット 1997 黒鹿毛     | カズミハルコマ                  | *マルゼンスキー                 | *マルゼンスキー  |
| 母 アーリースプリング 2006 黒鹿毛 | 母の母スプリングチケット 1997 黒鹿毛     | カズミハルコマ                  | センシユータカラ                |                  |
| 母系(F-No.)                       | フオルカー(USA)系(FN:4-r)                | フオルカー(USA)系(FN:4-r)       | フオルカー(USA)系(FN:4-r)       | [ § 3 ]          |
| 5代内の近親交配                   | なし                                     | なし                            | なし                            | [ § 4 ]          |
| 出典                              | 1. 2. 3. 4.                              | 1. 2. 3. 4.                     | 1. 2. 3. 4.                     | 1. 2. 3. 4.      |

- 伯父に2010年京阪杯勝ち馬のスプリングソング。
- 叔母に2011年阪神牝馬ステークス、函館スプリントステークス、キーンランドカップ、スプリンターズステークス、2012年高松宮記念を制したカレンチャン。
- そのほかの近親はミスヤマト#主要なファミリーラインを参照。